# 1967年御准法令
《1967年御准法令》（英語：Royal Assent Act 1967；c. 23）是英國國會的一項法令，旨在修訂與御准的明示有關的法律，以允許英國國會兩院通過宣告（pronunciation）及通告（notification）制定法律，以及廢除《1541年以委託方式御准法令》。該法令於1967年5月10日獲御准。
由於權力下放，該法令不適用於蘇格蘭議會、威爾斯議會及北愛爾蘭議會（包括1972年前的北愛爾蘭議會）已經通過的任何法例的御准。
《1967年御准法令》中的任何條文均不影響君主親自在上議院明示御准的權力。該權力上一次獲行使是在1854年，由維多利亞女皇明示御准。

## 外部連結
- 维基文库中的相關文獻：Royal Assent Act 1967（英文）